# جو ستاره‌ای

تصویری که در فرانسه در حین خورشید گرفتگی ۱۹۹۹ گرفته شده است.

جو ستاره‌ای یا اتمسفر ستاره‌ای (انگلیسی: Stellar atmosphere) منطقهٔ خارجی حجم یک ستاره است که در بالای هسته ستاره‌ای، منطقه تابش و منطقه همرفت قرار دارد.

## مرور کلی
جو ستاره‌ای به چندین منطقه با ویژگی متمایز تقسیم می‌شود:
- فوتوسفر که پایین‌ترین و خنک‌ترین لایهٔ اتمسفر است. این به‌طور معمول تنها قسمت قابل مشاهدهٔ آن است.[۱] نوری که از سطح ستاره خارج می‌شود از این منطقه سرچشمه می‌گیرد و از لایه‌های بالاتر عبور می‌کند. درجه حرارت مؤثر فوتوسفر خورشید در محدوده ۵٬۷۷۰ K تا ۵،780 K است.[۲][۳] لکه‌های ستاره‌ای، مناطق خنکی در میدان مغناطیسی مختل‌شده‌ای هستند که بر روی فوتوسفر قرار دارند.[۳]
- در بالای فوتوسفر، کروموسفر قرار دارد. این قسمت از جو ابتدا خنک می‌شود و سپس شروع به گرم شدن می‌کند تا حدود ۱۰ برابر دمای فوتوسفر گرم‌تر است.
- در بالای کروموسفر، منطقهٔ انتقال قرار دارد، جایی که دما در مسافتی در حدود ۱۰۰ کیلومتر به سرعت افزایش می‌یابد.[۴]
- خارجی‌ترین قسمت جو ستاره‌ای تاج است، یک پلاسمای ضعیف که دمایی بیش از یک میلیون کلوین دارد.[۵] در حالی که تمام ستاره‌های رشته اصلی دارای مناطق انتقال و تاج هستند، اما همهٔ ستاره‌های تکامل یافته چنین کاری نمی‌کنند. به نظر می‌رسد که تنها برخی از غول‌ها و تعداد بسیار کمی از ابرقول‌ها دارای تاج هستند. یک مشکل حل نشده در اخترفیزیک ستاره‌ای این است که چگونه می‌توان تاج را تا دمای بالا گرم کرد. پاسخ در میدان‌های مغناطیسی نهفته‌است، اما مکانیسم دقیق آن همچنان نامشخص است.[۶]

در طی یک کسوف کامل خورشید، فوتوسفر خورشید پنهان می‌شود و سایر لایه‌های جو آن را نشان می‌دهد. هنگام خورشیدگرفتگی، کروموسفر خورشید (به‌طور خلاصه) به صورت یک قوس صورتی مایل به نازک ظاهر می‌شود، و تاج آن به صورت هاله‌ای پرزدار دیده می‌شود. همین پدیده در کسوف دوتایی می‌تواند کروموسفر ستاره‌های غول پیکر را قابل مشاهده کند.